# Naples millionnaire (film)
Pour les articles homonymes, voir Napoli milionaria.
Pour plus de détails, voir Fiche technique et Distribution.
Naples millionaire (titre original: Napoli milionaria) est un film italien réalisé par Eduardo De Filippo, sorti en 1950.
Le film a été présenté au Festival de Cannes 1951.

## Synopsis
Le film se déroule à Naples, dans les années 1943/1944. Le régime fasciste s'est effondré et les armées alliées sont arrivées jusqu'à Naples où la famille Jovine vit du marché noir.
Le père de famille, un anti-fasciste libéré d'un camp d'internement rentre à la maison et découvre avec stupeur que son épouse vit dans l'opulence alors que le petit peuple est dans la misère.

## Fiche technique
- Titre original : Napoli Milionaria
- Titre français : Naples millionnaire
- Réalisation : Eduardo De Filippo
- Scénario : Eduardo De Filippo
- Mise en scène : Eduardo De Filippo, Piero Tellini, Arduino Majuri
- Décors :
- Musique : Nino Rota direction de F. Previtali
- Scénographie : Piero Gherardi, Piero Filippone
- Photographie :Aldo Tonti
- Montage : Douglas Robertoson, Giuliano Attenni
- Production : Dino De Laurentiis
- Maison de production :
- Société de distribution :
- Pays d'origine :  Italie
- Langue originale : italien
- Format couleur : Noir et blanc
- Genre : Comédie
- Durée : 102 minutes environ
- Dates de sortie : 
  - Italie : septembre 1950
  - France : 29 juin 1951

## Diffusion
Le 21 avril 1951 le film est présenté au festival de Cannes. Après une première de gala, le 29 juin 1951 le film sort à Paris où il est programmé pendant quatre semaines.
Début 1952 il sort même en Belgique, Allemagne, Argentine, Brésil, Uruguay, États-Unis, Grande-Bretagne, Union soviétique.

## Distribution
- Eduardo De Filippo : Gennaro Jovine
- Leda Gloria : Amalia, l'épouse
- Delia Scala : Maria Rosaria, la fille
- Gianni Glori : Amedeo, le fils
- Totò : Pasquale Miele
- Titina De Filippo : donna Adelaide
- Carlo Ninchi : le brigadier
- Dante Maggio : le pizzaiolo
- Laura Gore : madame Spasiani
- Mario Soldati : Rag. Spasiani
- Aldo Giuffré : Federico
- Carlo Mazzoni : le sergent américain
- Michel Tor : l'officier américain
- Aldo Tonti : un soldat américain
- Pietro Carloni : Enrico Settebellezze
- Mario Frera : Peppe O'turco
- Pietro Pennetti : le medecin
- Giacomo Rondinella : le chanteur
- Rosita Pisano : Assunta
- Concetta Palumbo : la petite Rituccia
- Mariano Englen : le cordonnier
- Carlo Giuffré : Ernesto
- Nino Vingelli : Giovanni, le barman
- Francesco Penza : le portier
- Antonio La Raina : le fasciste
- Sandro Ruffini : le narrateur

## Distinctions
Le film a été présenté en sélection officielle au Festival de Cannes 1951.